# Парси
Парси (персијски: Парс, значи „Персијанац“) су етнички изолована заједница пореклом из Персије привржена зороастризму. Данас углавном живе у Индији.

## Историја
По легенди, Парси су потекли из Корасана, регије на Иранској висоравни. Они су после пада Сасанидског царства у 8. веку и исламизовања Персије избегли у Индију. Процес заратустранске емиграције почео је у 10. веку, када је велики број заратустранаца пронашао уточиште у Индији, где су били познати под именом Парси, тј. „Персијанци“. Званични датум њиховог доласка на западну обалу Индије је 937. година, но током наредних 700 година о њима се готово ништа не зна. Име Парси је ушло у употребу у 17. веку.
Удружили су се са Индијцима да би се, без много успеха, супроставили муслиманској инвазији током 16. века, при чему се испоставило да муслиманска владавина у Индији није била тако брутална као у Персији. Они су били посредници када су у 17. веку пристигли европски трговци, основавши у Бомбају мрежу утицајних и богатих породица. Остају одвојени од Британаца, мада су напредовали у корак с њима; имали су активну улогу у формирању Индијског националног конгреса од 1885. године до данас.
Парси су и даље имућни и утицајни људи у Индији. Висок ниво образованости довео је до нових исељавања, нарочито у Сједињене Америчке Државе, тако да број Парса у Индији, око 60 000, константно опада.

## Веровања
Парсијска религија се у Индији развила у два основна правца: унутар првог, грађени су храмови као замена за дом који је центар обожавања и спроведена је реформа која је имала за циљ да религију учини кохерентном са модерним начином размишљања. У оквиру другог правца учињен је покушај да се створи нека врста теософије, езотеричне мудрости која се назива Илм-и Кшном („Пут Знања“), уз тврдњу да овај правац чува древну мудрост поверену тајном низу заратустранских учитеља.

## Становништво
Тешко је проценити укупан број Парса, али се најчешће сматра да их има око 90.000. Један чланак из 2003. проценио је њихов број у свету на 200.000. После индијског стицања независности 1947. многи од њих су се раселили по свету. По индијском попису из 2001, у Индији је живело 69.601 Парса, пре свега у Мумбају. Ова толерантна, либерална, и углавном добростојећа етничкорелигиска група ужива велико поштовање због свог доброчинитељства. Међутим, њихов број је у сталном паду због малог природног прираштаја, немогућности конверзије у њихову религију, и доскорашњег неприхватања деце из мешовитих бракова.
У Северној Америци живи између 18.000 и 25.000 Парса. Парси имају дијаспору широм света, али су малобројни. На западу су Парси познати по свом хуманитарном раду.
Међу најпознатије Парсе спадају Дадабај Науроџи, први члан бритснаког парламента индијског порекла, предузетничка пороцица Тата, певач Фреди Меркјури, писац Роинтон Мистри, књижевница Мехер Пестонџи и диригент Зубин Мехта. Фероз Ганди, супруг Индире Ганди и отац Раџива Гандија, био је такође Парс.